# Tuireann
Nella mitologia irlandese, Tuireann o Tuirill Biccreo era il padre di Creidhne, Luchtaine e Goibniu concepiti con Brigid.
Gli altri suoi figli, concepiti con sua figlia Danand, includevano Brian, Iuchar e Iucharba, che uccisero il padre di Lugh, Cian. Dopo che Lugh ebbe la sua sofisticata vendetta, Tuireann morì di dolore sopra le loro tombe.
Tuireann è citato in varie parti del Lebor Gabála Érenn come la stessa persona di Delbáeth Mac Ogma, che viene anche accreditata come il padre di Brian, Iuchar e Iucharba. È verosimilmente collegato alla divinità gallica Taranis e al celeberrimo Thor della mitologia norrena.
Il nome Tuireann indica una radice indoeuropea che arriva ai giorni nostri con le parole inglesi thunder (tuono) o concetti simili, per esempio "Thor's Day" (l'inglese thursday, in italiano giovedì) che in inglese significa "giorno del tuono" come anche la dedica al dio e al tórnach, la parola irlandese per tuono.